# 아이기미오스
아이기미오스(그리스어: Αἰγίμιος)는 도리아인이 아직 테살리아 북부에 거주하던 시대에 그들의 왕이자 입법자로 묘사되는 전설적 인물이다. 아이기미오스는 라피테스족과 싸우면서 헤라클레스에게 도움을 청하며 그 보상으로 그의 왕국의 3분의 1을 주기로 했다. 라피테스족은 정복되었지만 헤라클레스는 자신에게 약속된 영토를 받지 못했다. 하지만 헤라클레스는 아이기미오스가 자신의 아들, 즉 헤라클레스 일족에게 그 약속을 이행하리라 믿으며 떠났다. 아이기미오스는 뒤마스와 팜퓔로스라는 두 아들을 두었는데 이들은 펠로폰네소스로 이주하여 도리아인의 두 지파(뒤마스인과 팜퓔리아인)의 조상으로 여겨졌다. 도리아인의 세 번째 지파(휠라스인)는 그들의 이름을 아이기미오스가 입양한 헤라클레스의 아들 휠라스에게서 따왔다. 아이기미오스라 불리는 고대 서사시의 단편 몇 조각은 지금도 존재한다. 이 서사시는 헤시오도스 혹은 밀레투스의 케르콥스의 작품이라 여겨지고 있다. 이 시는 몇몇 인용문으로 남아있는데 이오와 아르고스 파놉테스(100개의 눈을 가지고 이오를 감시하다 헤르메스에게 죽는 거인) 신화의 일부로 여겨진다.